# 地䓬乙酯
地䓬乙酯（英语：Ethyl dirazepate），或译作地卓乙酯，是一种苯二氮䓬衍生物药物，由赛诺菲温思罗普公司开发。它具有抗焦虑和催眠作用，可能还具有其他典型的苯二氮䓬特性。